# Róża Rock
Róża Rock, także Róża Rockowa (ur. 27 maja 1881 w Krakowie, zm. 25 listopada 1926 w Wiedniu) – prezeska Domu Sierot Żydowskich w Krakowie w latach 1918–1926, działaczka społeczna i filantropka pochodzenia żydowskiego.

## Życiorys
Urodziła się w 27 maja 1881 roku w Krakowie, w żydowskiej rodzinie Grossmanów. Studia obejmujące wiedzę z zakresu prowadzenia zakładów dla sierót odbyła w Niemczech, m.in. we Frankfurcie.
Była żoną Łazarza Rocka, radnego miasta Krakowa, który pracował także jako budowniczy i architekt. Udzielała się społecznie, m.in. wspierając akcje gromadzenia odzieży i obuwia dla uchodźców i ofiar I wojny światowej, czy opiekę nad sierotami z Nikolsburga. W 1918 roku zaczęła kierować Stowarzyszeniem Krakowskich Kobiet Izraelickich dla Ochrony i Wychowania Sierot „Megadle Jesomim”, pełniąc tę funkcję aż do śmierci. W 1922 roku organizacja zmieniła nazwę na Stowarzyszenie Zakładu Wychowawczego Sierot Izraelickich w Krakowie „Bet Megadle Jesomim”. 25 października 1918 roku Rock objęła po Cyporze Horowitz stanowisko prezesa Domu Sierot Żydowskich, mieszczącego się przy ulicy Dietla 64. Dzięki poświęceniu i intensywnej działalności Róża Rock stała się rozpoznawalna wśród krakowskich działaczek. Jej celem było polepszenie warunków dzieci mieszkających w różnych placówkach wychowawczych w Krakowie. Po objęciu kierownictwa Domu Sierot Żydowskich znacząco odmieniła placówkę. Nazywano ją „matką sierot żydowskich”.
W latach 1922–1923 zainicjowała gruntowny remont oraz przebudowę Domu Sierot Żydowskich do postaci, którą budynek zachował do dziś. Autorem projektu był Łazarz Rock, który również nadzorował prace budowlane. Pieniądze na odnowę ośrodka zapewnił Komitet Pomocy Żydów Polskich. Małżeństwo Rocków także wsparło finansowo rozbudowę placówki. Odnowiony sierociniec uroczyście otwarto 26 października 1924 roku. W wydarzeniu uczestniczył m.in. wiceprezydent Krakowa Karol Rolle, który w przemowie podkreślił zasługi Rock dla całkowitej odmiany placówki. Powstały budynek o klasycystycznej elewacji cechował się znaczną liczbą okien o dużych wymiarach, które miały odpowiednio oświetlić pokoje.
W listopadzie 1924 roku Rock została skarbniczką Związku Opieki nad Sierotami Żydowskimi dla Małopolski Zachodniej – inicjatywy, której celem było zorganizowanie struktury lokalnej samopomocy w miejsce wsparcia American Jewish Joint Distribution Committee. Związkowi podlegało 37 lokalny komitetów, które prowadziły 69 sierocińców. W 1926 roku Róża Rock zgłosiła Związkowi możliwość rozszerzenia opieki Domu Sierot Żydowskich na cały teren miasta, po czym zmieniono status jej placówki, by obejmowała opiekę pozazakładową i nadzór nad wszystkimi krakowskimi placówkami opiekującymi się sierotami.
Nadal kierując Domem Sierot Żydowskich, Rock zainicjowała powstanie Bursy Sierot Żydowskich Stowarzyszenia Rękodzielników Żydowskich Szomer Umonim. W 1926 roku pozyskała środki na budowę dzięki zbiórkom, które sama organizowała, oraz wsparciu American Jewish Joint Distribution Committee.
Zmarła 25 listopada 1926 roku w Wiedniu, na skutek komplikacji po operacji nowotworu, nie doczekawszy realizacji projektu. Budynek placówki powstał w latach 1929–1930 przy ul. Podbrzezie 6. Przebudową w 1930 roku kierował Bernard Birkenfeld. Bursę zamieszkiwali byli podopieczni Domu Sierot Żydowskich w wieku 14–18 lat, którzy pobierali nauki do egzaminów czeladniczych.
Różę Rock pochowano ją na cmentarzu żydowskim przy ul. Miodowej. Jej nekrolog pojawił się na pierwszej stronie „Nowego Dziennika”. Jej imieniem upamiętniono Dom Sierot Żydowskich.